# امامزاده شاه زید پوده
امامزاده شاه زید پوده مربوط به دوره صفوی است و در شهرستان دهاقان، روستای پوده، نزدیک گلستان شهدا واقع شده و این اثر در تاریخ ۲۲ آبان ۱۳۸۶ با شمارهٔ ثبت ۱۹۸۷۸ به‌عنوان یکی از آثار ملی ایران به ثبت رسیده است.